# Diocèse de Kabgayi

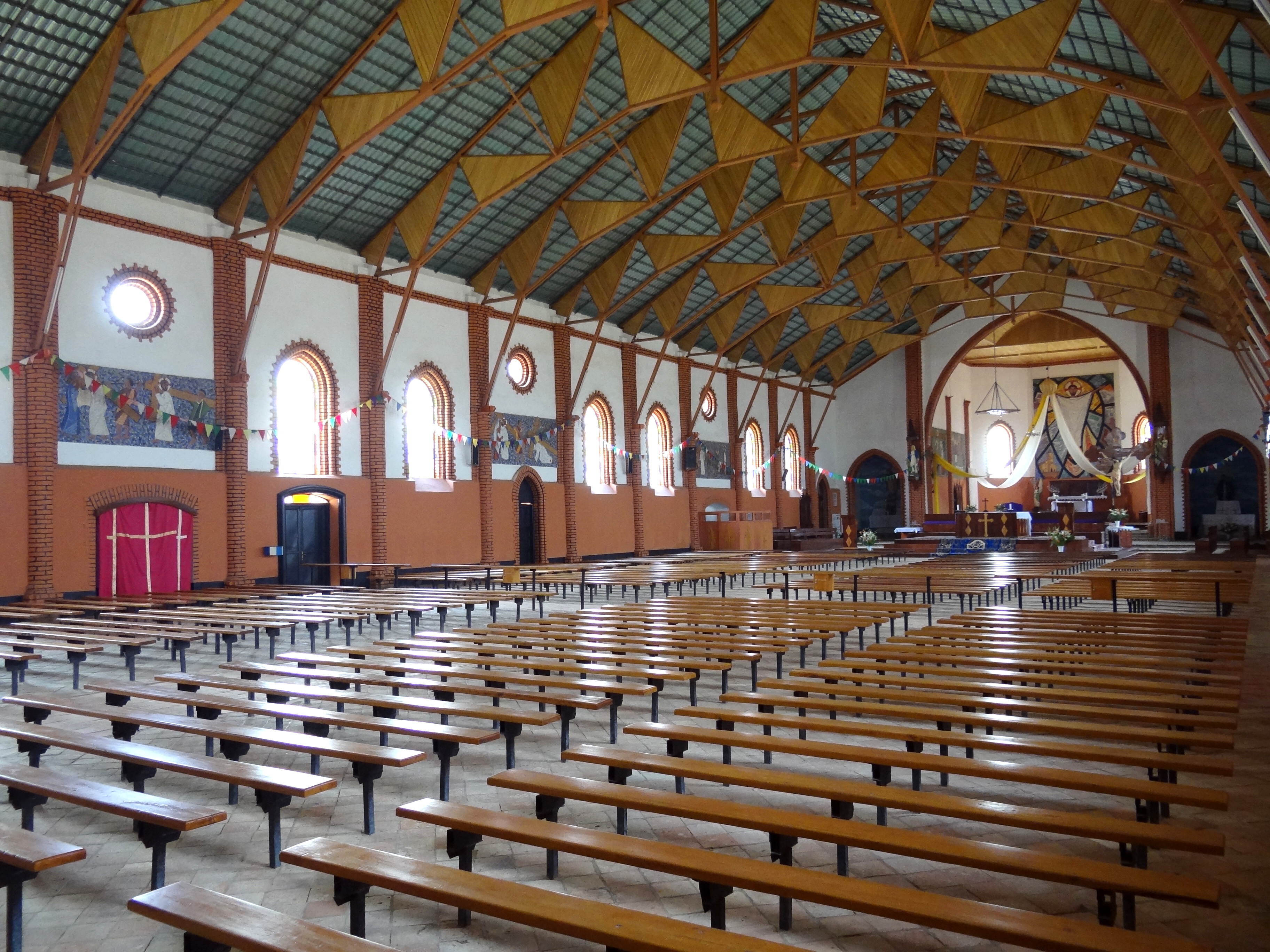
Intérieur de la cathédrale Notre-Dame-de-l'Immaculée-Conception en 2012

Le diocèse de Kabgayi (Dioecesis Kabgayensis) est un territoire ecclésial de l'Église catholique au Rwanda. Son siège est à la cathédrale de l'Immaculée-Conception de Kabgayi. Il comptait 600 000 baptisés sur 969 000 habitants en 2006 (61,5%).

## Historique
Le vicariat apostolique du Rwanda (Ruanda à l'époque) est érigé le 25 avril 1922, par le bref de Pie XI Exigit apostolicum, à partir d'une portion du territoire du vicariat apostolique du Kivu. Il est confié aux Pères blancs.
Il change de dénomination le 14 février 1952 il perd une partie de son territoire pour donner naissance au diocèse de Nyundo (de) et change de nom pour devenir le vicariat apostolique de Kabgayi.
Il est élevé au rang d'archidiocèse le 10 novembre 1959. Son territoire est à nouveau divisé en 1960, 1961, 1968 lors de la création des diocèses de Ruhengeri (de), d'Astrida et de Kibungo.
Il est encore scindé le 10 avril 1976 pour ériger l'archidiocèse de Kigali. Celui-ci devenant alors le seul archidiocèse métropolitain du Rwanda, l'archidiocèse de Kabgayi redevient simple diocèse, suffragant de Kigali. Le 5 novembre 1981, son territoire est encore réduit par la création du diocèse de Byumba.
Mgr Thaddée Nsengiyumva, évêque de Kabgayi, est assassiné pendant la guerre civile de 1994.

## Vicaires apostoliques
- 10 avril 1922-† 31 janvier 1945 : Léon-Paul Classe M. Afr., vicaire apostolique du Rwanda.
- 31 janvier 1945-15 avril 1955 : Laurent-François Déprimoz M. Afr., vicaire apostolique du Rwanda, puis de Kabgayi (14 février 1952).
- 19 décembre 1955-10 novembre 1959 : André Perraudin M. Afr.

## Archevêque
- 10 novembre 1959-10 avril 1976 : André Perraudin, promu archevêque.

## Évêques
- 10 avril 1976-7 octobre 1989 : André Perraudin, redevenu simple évêque. Il garde cependant le titre, attaché à sa personne, d'archevêque de Kabgayi.
- 7 octobre 1989-† 8 juin 1994 : Thaddée Nsengiyumva
- 8 juin 1994-13 mars 1996 : siège vacant
- 13 mars 1996-10 décembre 2004 : Anastase Mutabazi
- 10 décembre 2004-21 janvier 2006 : siège vacant
- depuis le 21 janvier 2006 : Smaragde Mbonyintege, président depuis 2010 de la Conférence épiscopale du Rwanda.

## Statistiques
Le diocèse comprend 85 prêtres dont 70 séculiers et 15 religieux, ainsi que 58 religieux et 258 religieuses, répartis en 24 paroisses.

## Sources
- Page du diocèse sur le site catholic-hierarchy.org